# بیبی‌مانستر (آلبوم چندآهنگه)
بیبی‌مانستر (انگلیسی: BabyMons7er) نخستین آلبوم چندآهنگه (ئی‌پی) از گروه دخترانه اهل کره جنوبی، بیبی‌مانستر است که در ۱ آوریل ۲۰۲۴ توسط وای‌جی انترتینمنت منتشر شد.

## پیش‌زمینه و انتشار
بیبی‌مانستر در ۲۷ نوامبر ۲۰۲۳، با انتشار تک‌آهنگ «بتر آپ» به عنوان یک گروه شش نفره فعالیتش را آغاز کرد. آهیون که به دلایل سلامتی نتوانست در فعالیت‌های گروه شرکت کند، در لاین‌آپ گروه در هنگام آغاز فعالیت حضور نداشت. در ۳۱ دسامبر، بنیانگذار وای‌جی انترتینمنت یانگ هیون سوک اعلام کرد که پس از انتشار تک‌آهنگ پری-ریلیز «گیر افتادن در وسط» در ۱ فوریه ۲۰۲۴، نخستین آلبوم چندآهنگهٔ گروه در آوریل ۲۰۲۴ منتشر خواهد شد. اعلامیهٔ بعدی از یانگ هیون سوک در ۲۴ ژانویه ۲۰۲۴ آشکار کرد که آهیون از مشکلات سلامتی خود بهبود پیدا کرده است و برای آلبوم چندآهنگه دوباره به گروه ملحق خواهد شد. تک‌آهنگ‌های قبلی منتشر شده توسط گروه نیز دوباره با حضور آهیون ضبط شد.
در ۲۸ فوریه، وای‌جی انترتینمنت اعلام کرد که نخستین ئی‌پی گروه با عنوان بیبی‌مانستر است و در ۱ آوریل منتشر خواهد شد. در ۱۰ مارس، وای‌جی یک تریلر برای این آلبوم چندآهنگه منتشر کرد. در ۱۸ مارس، یانگ هیون سوک فهرست قطعات این ئی‌پی را اعلام کرد.

## فهرست قطعات
| فهرست قطعات بیبی‌مانستر | فهرست قطعات بیبی‌مانستر            | فهرست قطعات بیبی‌مانستر                               | فهرست قطعات بیبی‌مانستر                     | فهرست قطعات بیبی‌مانستر            | فهرست قطعات بیبی‌مانستر |
| شماره                  | نام                               | سراینده                                              | آهنگساز                                    | تنظیم‌کننده(ها)                    | مدت                    |
| ---------------------- | --------------------------------- | ---------------------------------------------------- | ------------------------------------------ | --------------------------------- | ---------------------- |
| ۱.                     | «هیولاها (Monsters)» (مقدمه)      | جرد لی                                               | آیس دی. پ جی. لی                           | دی. پ آیس                         | ۰:۴۴                   |
| ۲.                     | «شیش (Sheesh)»                    | چویس۳۷ سونی لیل جی ال‌پی چوی هیون سوک ساندرا ویکستروم | چویس۳۷ ال‌پی وای‌جی سونی لیل جی چوی ویکستروم | ال‌پی چویس۳۷ وای‌جی دی. پ           | ۲:۵۰                   |
| ۳.                     | «مثل آن (Like That)»              | چارلی پوث جیکوب کشر هیندلین چویس۳۷ جی. لی            | پوث هیندلین                                | پوث کانت بالدر                    | ۲:۴۸                   |
| ۴.                     | «گیر افتادن در وسط» (ورژن ۷ نفره) | جی. لی دان ویتمور                                    | دی. پ جی. لی ویتمور                        | دی. پ                             | ۴:۰۶                   |
| ۵.                     | «بتر آپ» (ورژن ۷ نفره)            | جی. لی وای‌جی آسا چوی لی چان هیوک ور د نویز بیگ‌تون    | چاز میشان وای‌جی دی. پ جی. لی آسا           | وای‌جی دی. پ میشان                 | ۳:۰۸                   |
| ۶.                     | «رؤیا (Dream)»                    | جی. لی چویس۳۷ ویتمور سونی لیل جی                     | جی. لی چویس۳۷ ویتمور سونی هه ال‌پی لیل جی   | چویس۳۷ هه ال‌پی جی. لی ویتمور سونی | ۳:۰۳                   |
| ۷.                     | «گیر افتادن در وسط» (ریمیکس)      | جی. لی ویتمور                                        | دی. پ جی. لی ویتمور                        | ال‌پی چویس۳۷                       | ۳:۱۹                   |
| مجموع مدت:             | مجموع مدت:                        | مجموع مدت:                                           | مجموع مدت:                                 | مجموع مدت:                        | ۲۰:۰۱                  |

## تاریخچه انتشار
| منطقه     | تاریخ        | فرمت                  | ناشر  |
| --------- | ------------ | --------------------- | ----- |
| کره جنوبی | ۱ آوریل ۲۰۲۴ | سی‌دی                  | وای‌جی |
| مختلف     | ۱ آوریل ۲۰۲۴ | دانلود دیجیتال استریم | وای‌جی |